# Nationale Reichspartei
Die Nationale Reichspartei (NRP) war eine kurzlebige rechtsextreme Partei in Deutschland. Sie wurde 1952 von den Bundestagsabgeordneten Günter Goetzendorff und Wolfgang Hedler gegründet. Goetzendorff war über ein Wahlbündnis seines Neubürgerbunds mit der Wirtschaftliche Aufbau-Vereinigung gewählt worden. Hedler war für die Deutsche Partei gewählt, wurde aber wegen pronazistischer und antisemitischer Äußerungen aus Fraktion und Partei ausgeschlossen. 
Die NRP beteiligte sich zur Bundestagswahl 1953 an der Sammlungsbewegung Dachverband der Nationalen Sammlung, die aber nicht in den Bundestag einziehen konnte. 
Bereits 1950 existierte in Hessen für kurze Zeit eine Nationaldemokratische Partei – Nationale Reichspartei, die aber keine Verbindungen zur NRP hatte.